# San Cristóbal (prowincja)
San Cristóbal – jedna z 32 prowincji Dominikany. Stolicą prowincji jest miasto San Cristóbal.

## Opis
Prowincja położona na północy Dominikany, zajmuje powierzchnię 1 241 km² i liczy 569 930 mieszkańców 1 grudnia 2010.

## Gminy
| Lp.     | Gmina                     | Liczba ludności (2010) | Powierzchnia (km²) |
| ------- | ------------------------- | ---------------------- | ------------------ |
| 1       | Bajos de Haina            | 124 193                | 40                 |
| 2       | Cambita Garabitos         | 31 057                 | 173                |
| 3       | Los Cacaos                | 9 540                  | 186                |
| 4       | Sabana Grande de Palenque | 15 466                 | 30                 |
| 5       | San Cristóbal             | 232 769                | 213                |
| 6       | San Gregorio de Nigua     | 30 268                 | 51                 |
| 7       | Villa Altagracia          | 84 312                 | 426                |
| 8       | Yaguate                   | 42 325                 | 122                |
| Łącznie |                           | 569 930                | 1 241              |